# Dęba (Nowa Dęba)
Dęba – część miasta Nowa Dęba, do 1977 samodzielna wieś. Stanowi północną część miasta o charakterze wiejskim. Rozpościera się wzdłuż ul. Łagockiego.

## Historia
Dawniej wieś i gmina jednostkowa w powiecie tarnobrzeskim, za II RP w woј. lwowskim. W 1934 w nowo utworzonej zbiorowej gminie Chmielów, gdzie utworzyła gromadę.
Podczas II wojny światowej włączona początkowo do Heeresgutsbezirk Truppenübungsplatz Süd Dęba (którego została siedzibą) w powiecie Dębica w dystrykcie krakowskim (Generalne Gubernatorstwo). W 1944 Niemcy utworzyli gminę Dęba. Zmianę tę władze polskie zatwierdziły dopiero w 1949 roku.
Po wojnie ponownie w powiecie tarnobrzeskim (gmina Dęba), od sierpnia 1945 w województwie rzeszowskim.
W wyniku reformy wprowadzającej gromady w miejsce gmin, Dęba (z wyłączeniem osiedla) z Porębami Dębskimi utworzyły gromadę Dęba. Osiedle Dęba (dotychczas w granicach Dęby), utworzyło odrębną gromadę Dęba, a którą w listopadzie tego samego roku przekształcono w osiedle miejskie. Osiedlu Dęba w 1961 zmieniono nazwę na Nowa Dęba i nadano status miasta.
W związku z reaktywowaniem gmin 1 stycznia 1973 roku, reaktywowano gminę Dęba z siedzibą we wsi Dęba, składającą się z 6 sołectw (Alfedówka, Dęba, Jadachy, Poręby Dębskie, Rozalin i Tarnowska Wola), a więc rekonstruując obszar gminy Dęba z 1954 roku (łącznie z Jadachami, które w 1954 należały do gminy Chmielów, natomiast bez obszaru, który wszedł w skład miasta Nowa Dęba).
9 grudnia 1973 nazwę gminy Dęba zmieniono na Nowa Dęba, w związku z powołaniem wspólnej rady narodowej dla gminy Nowa Dęba i miasta Nowa Dęba z siedzibą w Nowej Dębie. W związku z tym powstała współczesna gmina Nowa Dęba. Dęba utrzymała samodzielność jako wieś jeszcze prawie 4 lata, lecz już 1 sierpnia 1977, wraz z połową wsi Poręby Dębskie, włączono ją do Nowej Dęby.